# Drago Rustja
Drago Rustja, slovenski novinar, urednik, * 3. oktober 1949, Laze
Maturiral je na novomeški gimnaziji leta 1969, zatem je od 1970 do 1974 na Filozofski fakulteti v Ljubljani študiral primerjalno književnost in literarno teorijo ter se med absolventskim stažem aprila 1975 kot novinar zaposlil pri Dolenjskem listu v Novem mestu. Od junija 1984 do konca leta 1995 je bil glavni urednik časopisa in vodja tozda Dolenjski list, nato od 1996 do junija 2003 direktor podjetja Dolenjski list, upokojitev septembra 2010 pa je dočakal kot novinar.